# Specie di Vernonia
Elenco delle 343 specie di  Vernonia:

## A
- Vernonia acaulis Gleason
- Vernonia acrophila  Merr.
- Vernonia actaea  J.Kost.
- Vernonia adenocephala  S.Moore
- Vernonia alamanii  DC.
- Vernonia albifolia  J.Kost.
- Vernonia albosquama  Y.L.Chen
- Vernonia alleizettei  Humbert
- Vernonia alticola  G.V.Pope
- Vernonia amboinensis  J.Kost.
- Vernonia ambolensis  Humbert
- Vernonia ambrensis  Humbert
- Vernonia amoena  S.Moore
- Vernonia ampandrandavensis  Humbert
- Vernonia anamallica  Bedd. ex Gamble
- Vernonia anandrioides  S.Moore
- Vernonia andapensis  Humbert
- Vernonia angustifolia  Michx.
- Vernonia annamensis  S.Moore
- Vernonia antunesii  O.Hoffm.
- Vernonia aosteana  Buscal. & Muschl.
- Vernonia apoensis  Elmer
- Vernonia arabica  F.G.Davies
- Vernonia areysiana  Deflers
- Vernonia arkansana  DC.
- Vernonia aschersonii  Sch.Bip.
- Vernonia aschersonioides  Chiov.

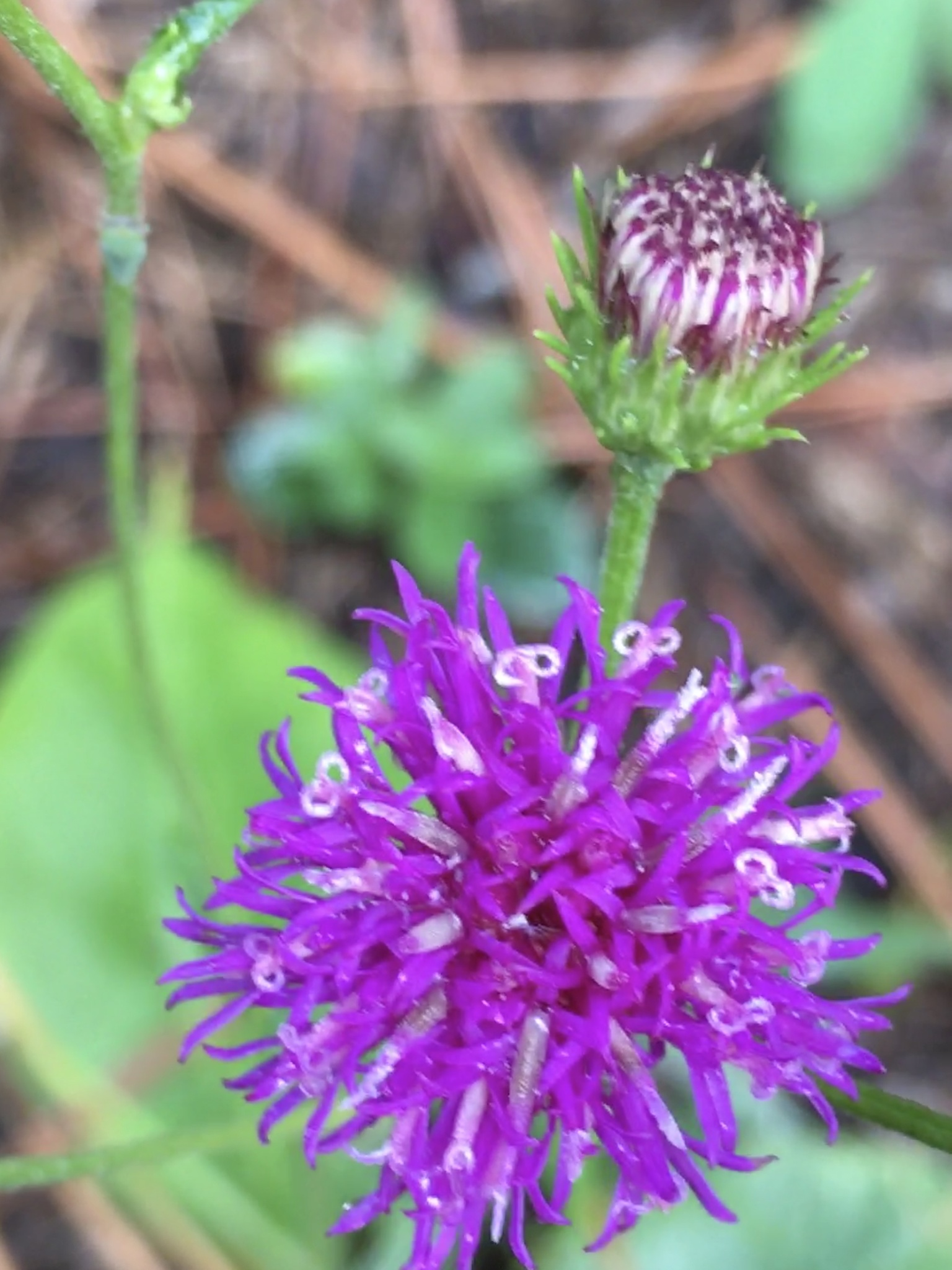
Vernonia acaulis
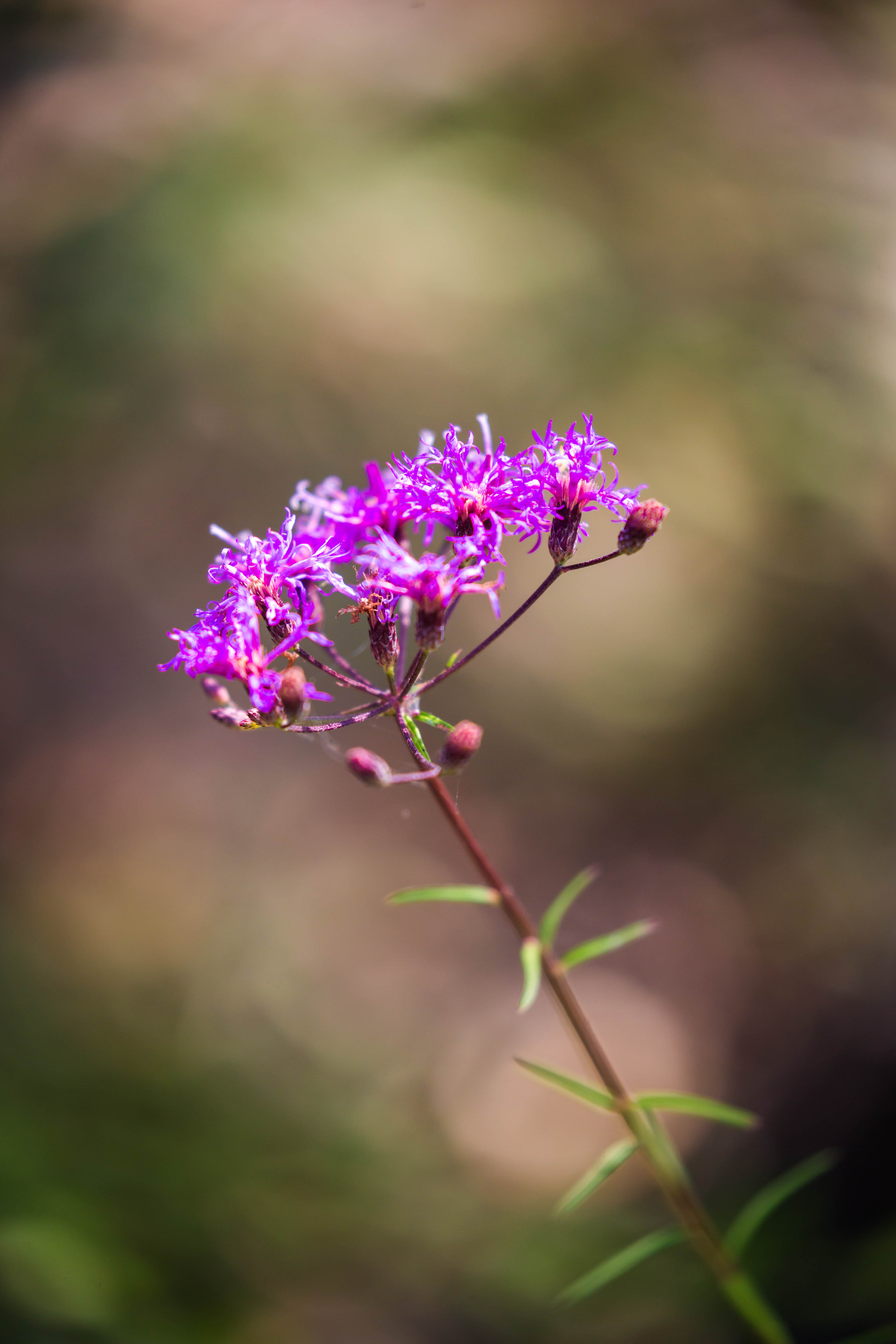
Vernonia angustifolia
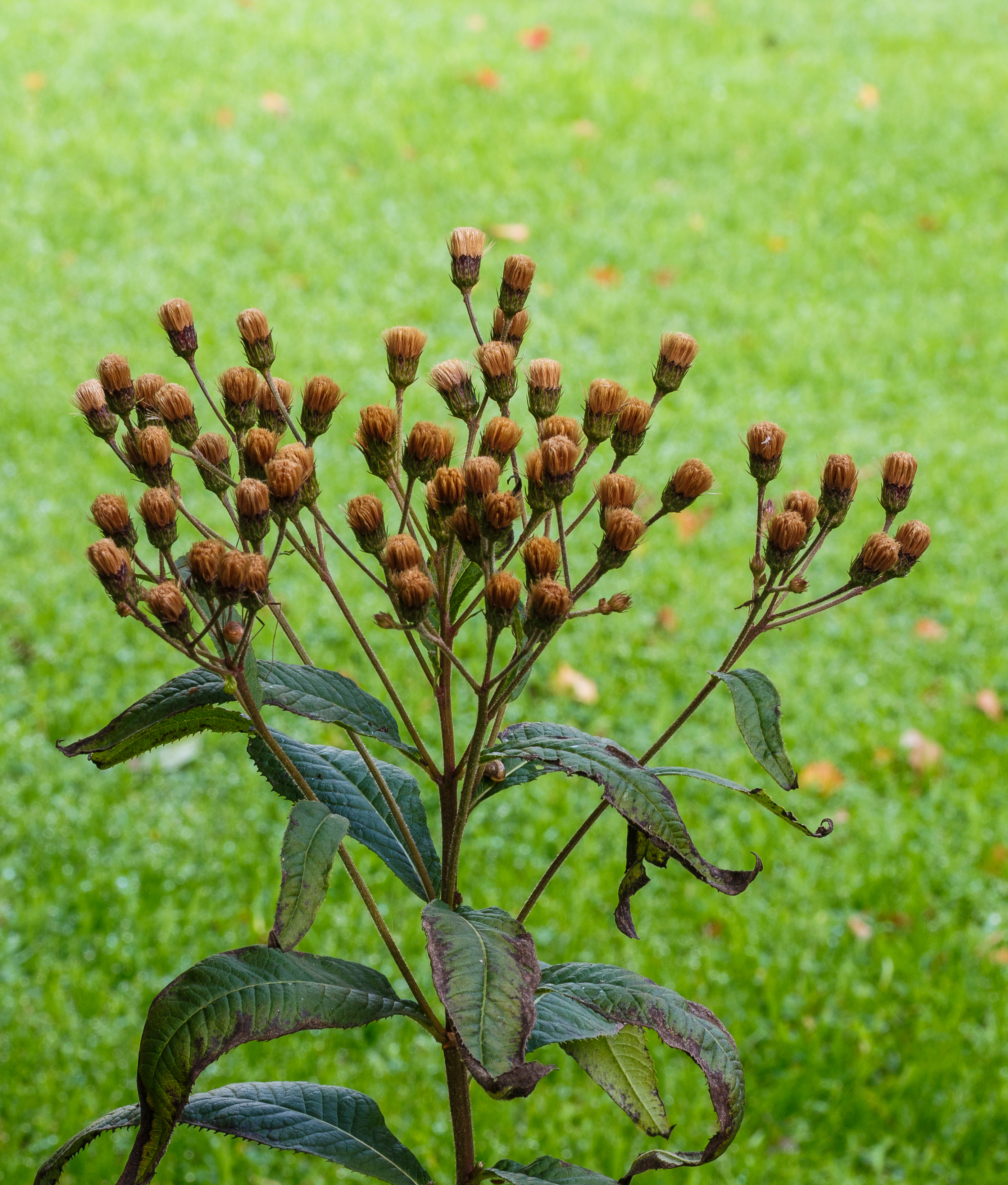
Vernonia arkansana

## B
- Vernonia baillonii  Scott Elliot
- Vernonia bainesii  Oliv. & Hiern
- Vernonia balansae  Gagnep.
- Vernonia baldwinii  Torr.
- Vernonia bambilorensis  Berhaut
- Vernonia bauchiensis  Hutch. & Dalziel
- Vernonia bayensis  Thulin & Beentje
- Vernonia bealliae  McVaugh
- Vernonia beddomei  Hook.f.
- Vernonia benguetensis  Elmer
- Vernonia betsilensis  Drake
- Vernonia betsimisaraka  Humbert
- Vernonia bipontini  Vatke
- Vernonia blodgettii  Small
- Vernonia bojeri  Less.
- Vernonia bonapartei  Gagnep.
- Vernonia bontocensis  Merr.
- Vernonia borneensis  Miq.
- Vernonia bottae  Jaub. & Spach
- Vernonia bourneana  W.W.Sm.
- Vernonia brachytrichoides  C.Jeffrey
- Vernonia brazzavillensis  Aubrév. ex Compère
- Vernonia brideliifolia  O.Hoffm.
- Vernonia britteniana  Hiern
- Vernonia bruceae  C.Jeffrey
- Vernonia bruceana  Wild
- Vernonia buchingeri  Sch.Bip. ex Steetz
- Vernonia bulo-burtiensis  Mesfin

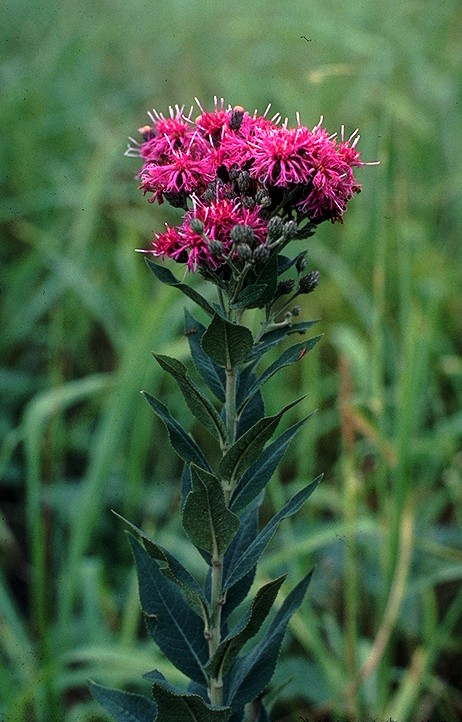
Vernonia baldwinii
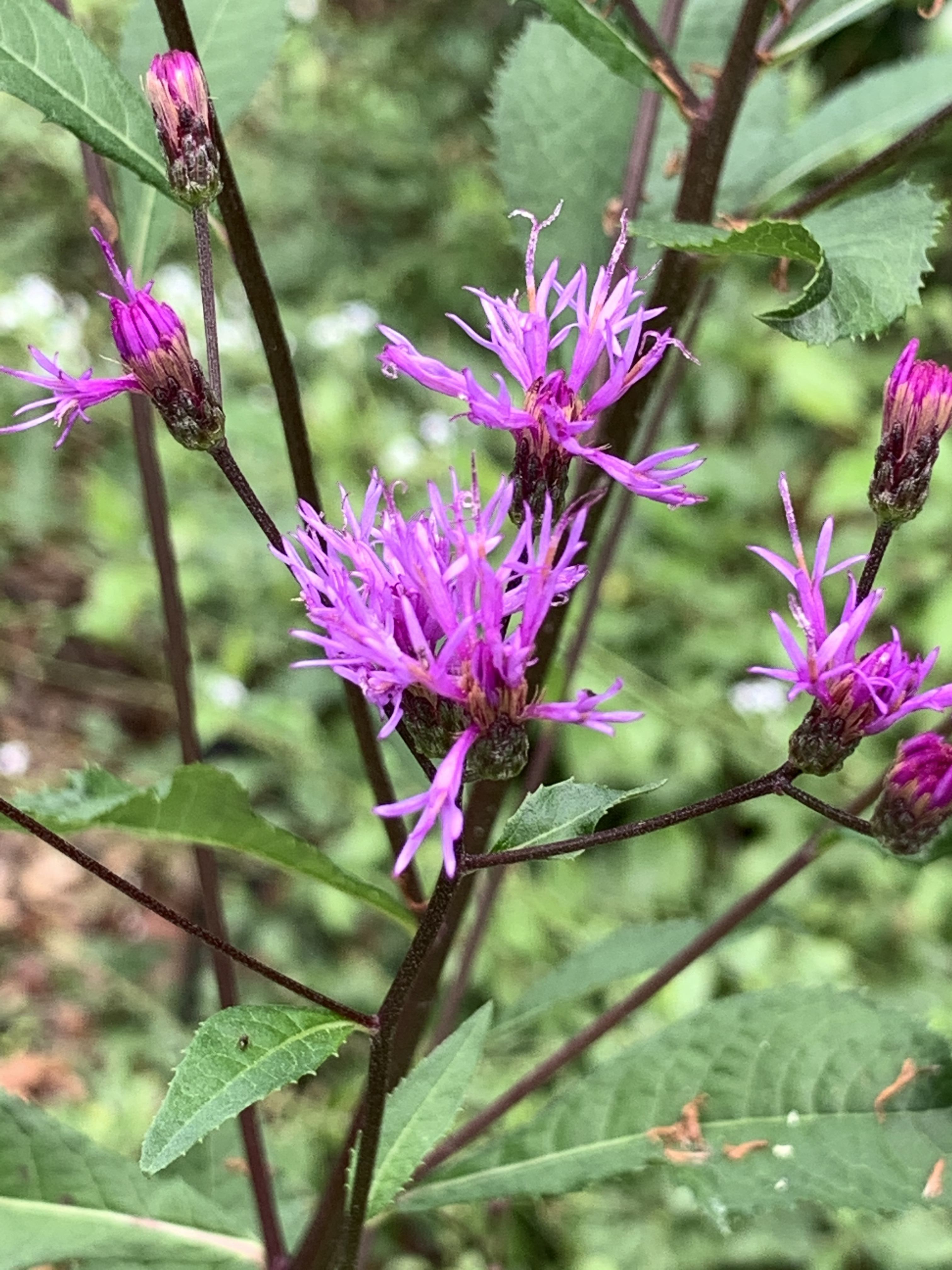
Vernonia blodgettii

## C
- Vernonia calulu  Hiern
- Vernonia campicola  S.Moore
- Vernonia capituliflora  Miq.
- Vernonia carnea  Hiern
- Vernonia carnotiana  Humbert
- Vernonia cephalophora  Oliv.
- Vernonia chapmanii  C.D.Adams
- Vernonia chevalieri  Gagnep.
- Vernonia chiliocephala  O.Hoffm.
- Vernonia chloropappa  Baker
- Vernonia cleanthoides  O.Hoffm.
- Vernonia clinopodioides  O.Hoffm.
- Vernonia cockburniana  Balf.f.
- Vernonia coerulea  J.Kost.
- Vernonia colorata  (Willd.) Drake
- Vernonia confusa  Redonda-Mart., Villaseñor & A.Campos
- Vernonia congolensis  De Wild. & Muschl.
- Vernonia corchoroides  Muschl.
- Vernonia coronata  J.Kost.
- Vernonia cryptocephala  Baker
- Vernonia cylindrica  Sch.Bip. ex Walp.
- Vernonia cymosa  Blume

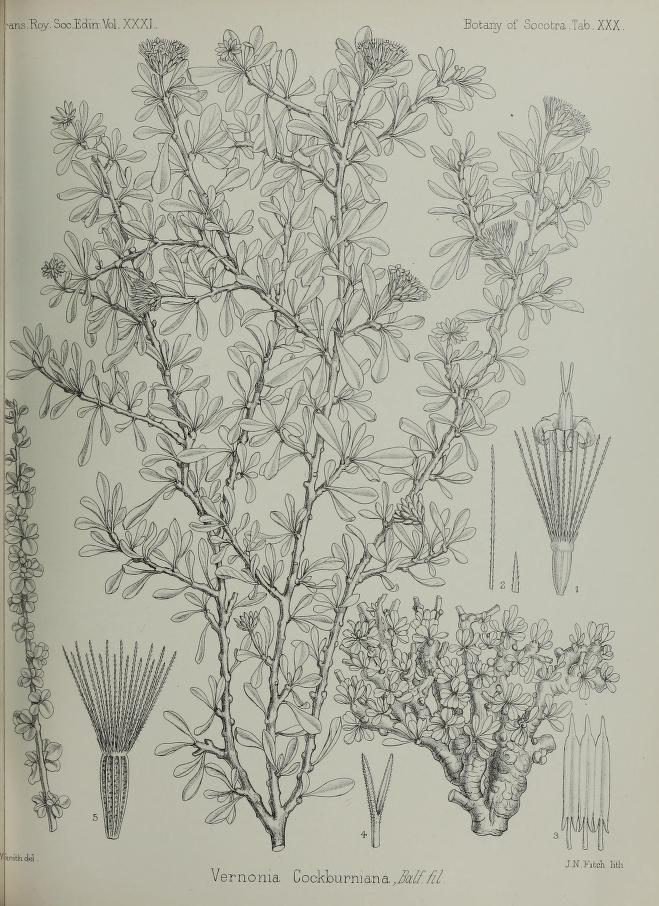
Vernonia cockburniana

## D
- Vernonia dalettiensis  Mesfin
- Vernonia daphnifolia  O.Hoffm.
- Vernonia decaryana  Humbert
- Vernonia delapsa  Baker
- Vernonia dembocola  Kalanda
- Vernonia devredii  Kalanda
- Vernonia dewildemaniana  Muschl.
- Vernonia didessana  Mesfin
- Vernonia dissimilis  Gleason
- Vernonia diversifolia  Bojer ex DC.
- Vernonia divulgata  S.Moore
- Vernonia djalonensis  A.Chev. ex Hutch. & Dalziel
- Vernonia dranensis  S.Moore
- Vernonia drymaria  Klatt
- Vernonia durifolia  J.Kost.
- Vernonia duvigneaudii  Kalanda

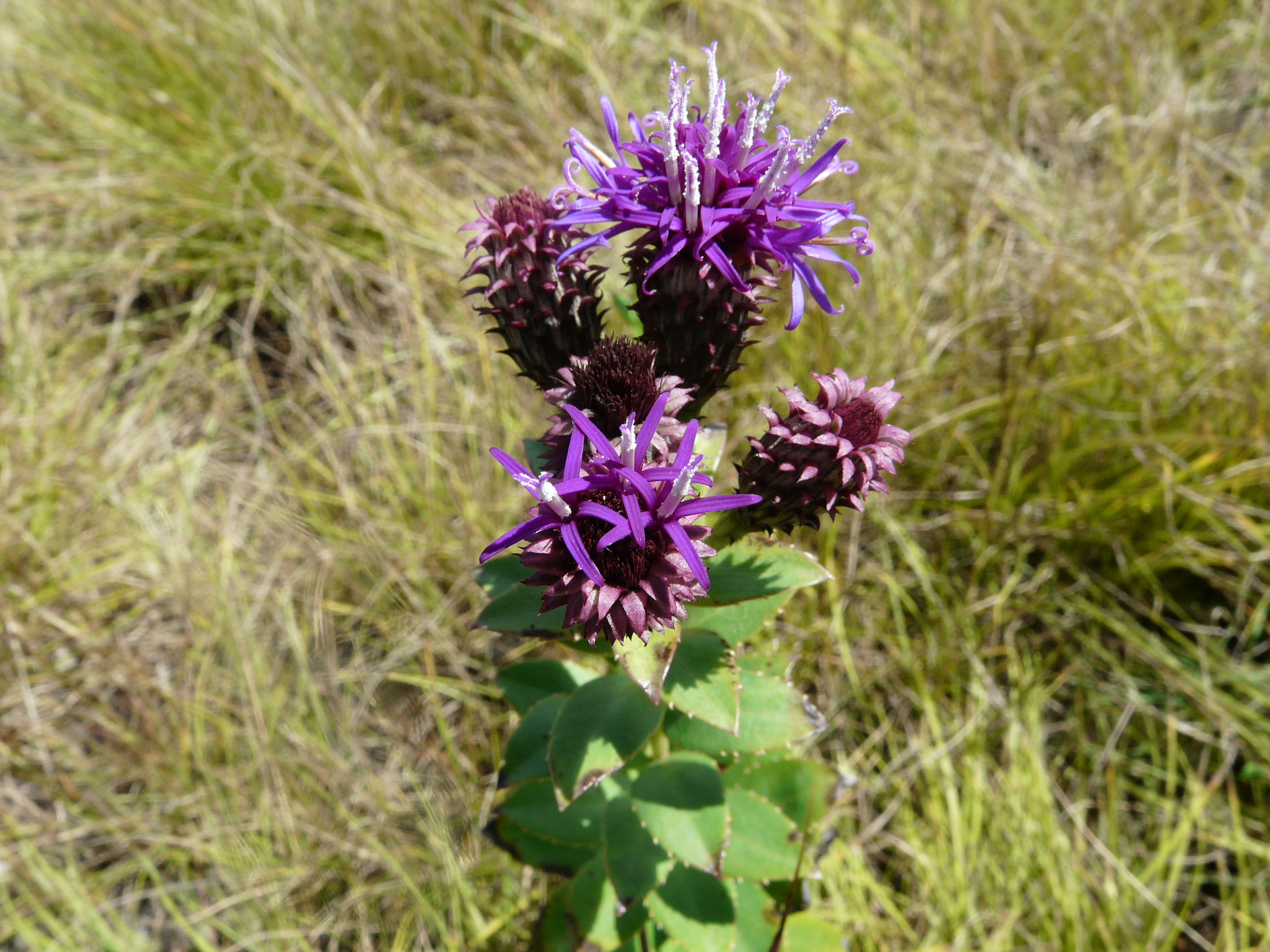
Vernonia djalonenis

## E
- Vernonia echioides  Less.
- Vernonia elmeri  Merr.
- Vernonia evrardiana  Kalanda
- Vernonia excelsa  Jongkind
- Vernonia extranea  S.Moore
- Vernonia eylesii  S.Moore

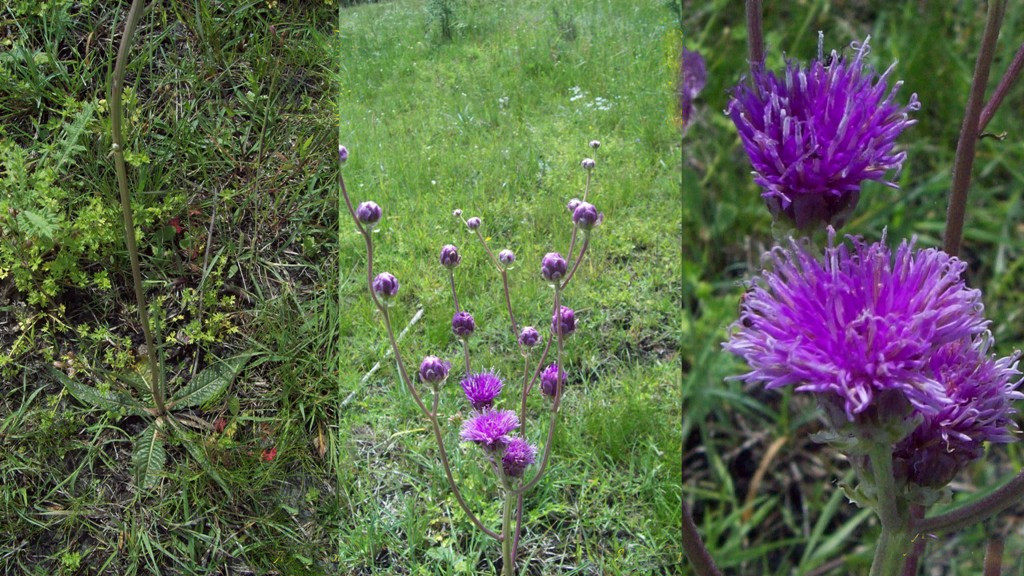
Vernonia echioides

## F
- Vernonia fasciculata  Michx.
- Vernonia faustiana  (Chapm.) B.L.Turner
- Vernonia fimbrillata  J.Kost.
- Vernonia fischeri  O.Hoffm.
- Vernonia flaccidifolia  Small
- Vernonia floresiana  J.Kost.
- Vernonia forbesii  S.Moore
- Vernonia fractiflexa  Wild
- Vernonia friisii  Mesfin

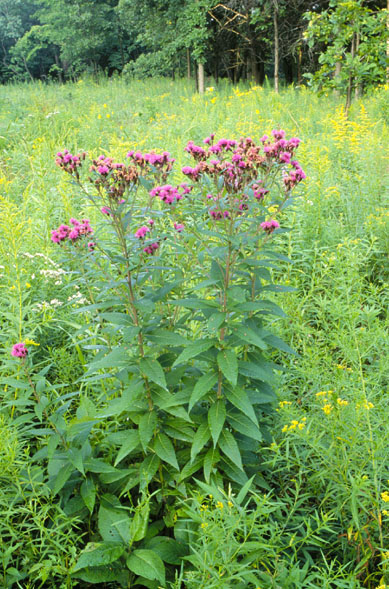
Vernonia fasciculata

## G
- Vernonia galamensis  (Cass.) Less.
- Vernonia ganevii  D.J.N.Hind
- Vernonia gertii  Dematt.
- Vernonia gigantea  (Walter) Trel.
- Vernonia gilbertii  Mesfin
- Vernonia glandulifolia  Merr.
- Vernonia glauca  Willd.
- Vernonia goetzenii  O.Hoffm.
- Vernonia gofensis  O.Hoffm.
- Vernonia golungensis  Welw. ex Mendonça
- Vernonia gossweileri  S.Moore
- Vernonia gossypina  Gamble
- Vernonia graniticola  G.V.Pope
- Vernonia greggii  A.Gray
- Vernonia griseopapposa  G.V.Pope
- Vernonia guadalupensis  A.Heller

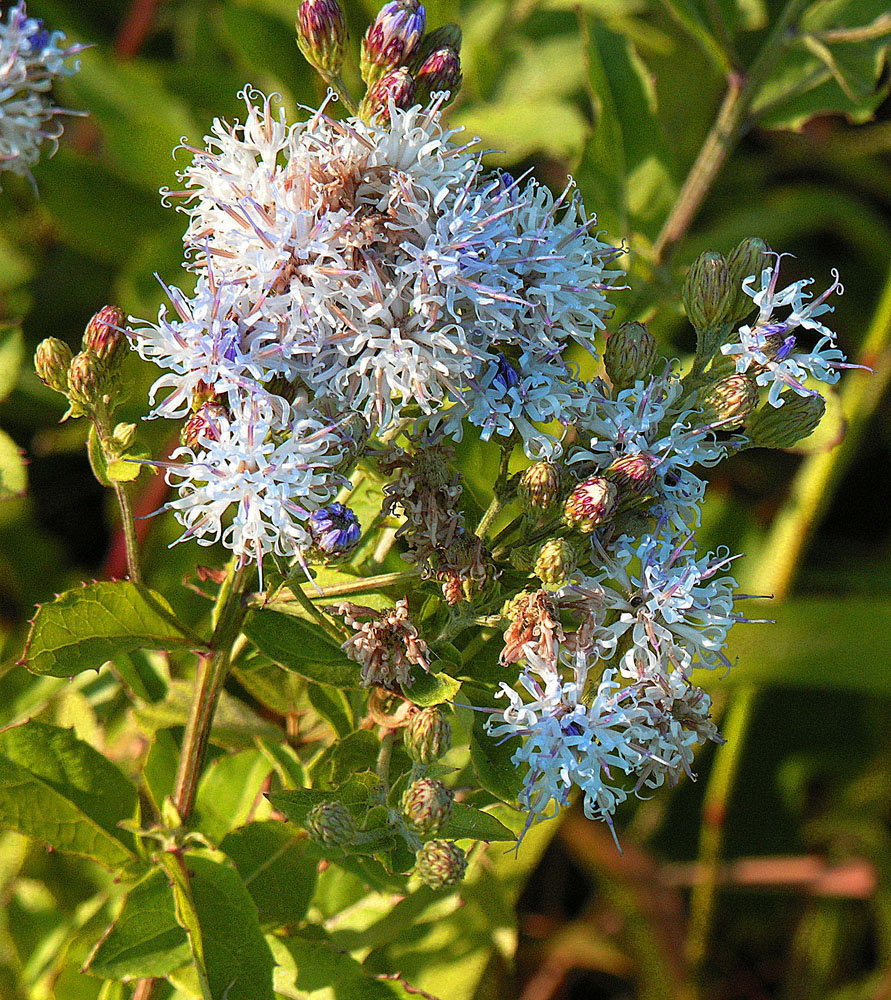
Vernonia galamensis
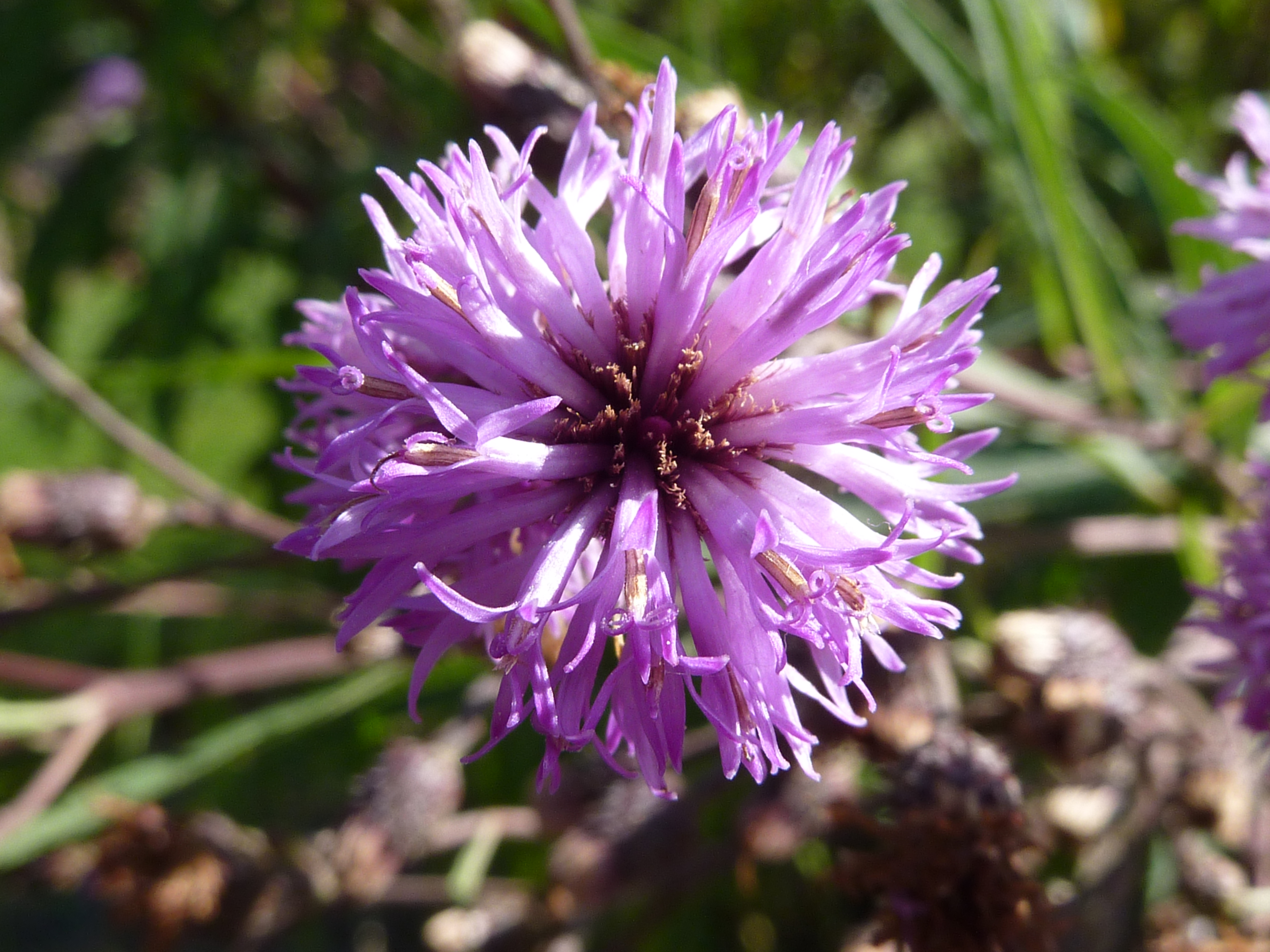
Vernonia gigantea

## H
- Vernonia hamata  Klatt
- Vernonia helenae  Buscal & Muschl.
- Vernonia helferi  Hook.f.
- Vernonia helodea  Wild
- Vernonia hispidula  Drake
- Vernonia holstii  O.Hoffm.
- Vernonia homollei  Humbert
- Vernonia huillensis  Hiern
- Vernonia humillima  Humbert
- Vernonia hyalina  C.E.C.Fisch.

## I
- Vernonia ianthina  Muschl.
- Vernonia ikongensis  Humbert
- Vernonia inanis  S.Moore
- Vernonia incana  Less.
- Vernonia isalensis  Humbert
- Vernonia ischnophylla  Muschl.
- Vernonia isoetifolia  Wild

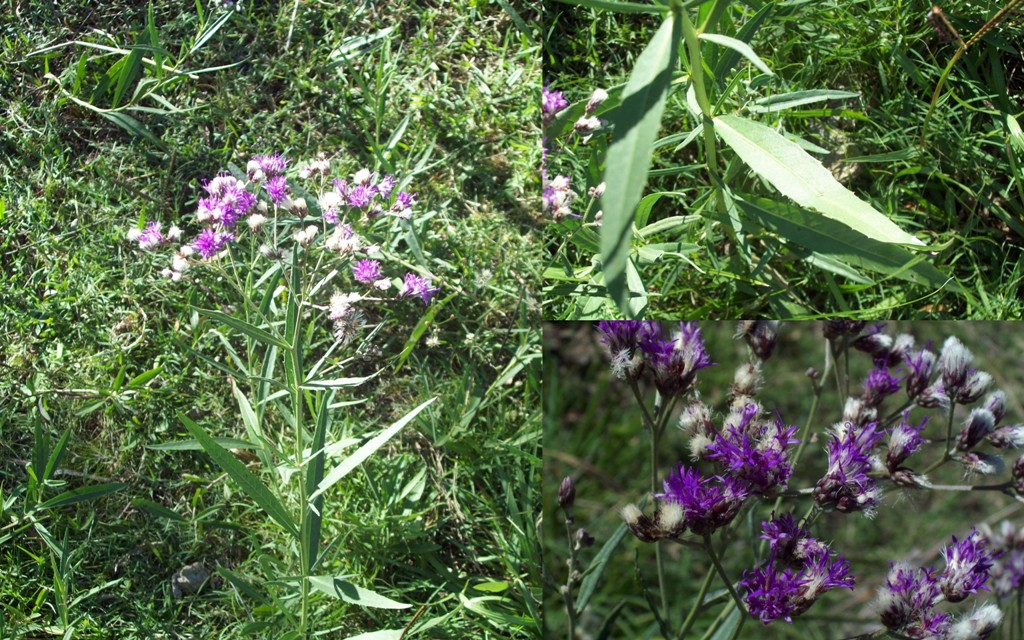
Vernonia incana

## J
- Vernonia jaegeri  C.D.Adams
- Vernonia jelfiae  S.Moore
- Vernonia joyaliae  B.L.Turner
- Vernonia junghuhniana  J.Kost.

## K
- Vernonia kabaensis  J.Kost.
- Vernonia kamerunensis  Mattf.
- Vernonia kandtii  Muschl.
- Vernonia kapirensis  De Wild.
- Vernonia kapolowensis  Kalanda
- Vernonia karvinskiana  DC.
- Vernonia kasaiensis  Kalanda
- Vernonia kawoziensis  F.G.Davies
- Vernonia kayuniana  G.V.Pope
- Vernonia kenteocephala  Baker
- Vernonia kigomae  C.Jeffrey
- Vernonia klattii  MacLeish
- Vernonia klossii  S.Moore
- Vernonia kradungensis  H.Koyama

## L
- Vernonia lafukensis  S.Moore
- Vernonia lamii  J.Kost.
- Vernonia lancifolia  Merr.
- Vernonia larseniae  B.L.King & S.B.Jones
- Vernonia latisquamata  (Humbert) Humbert
- Vernonia lavandulifolia  Muschl. ex De Wild.
- Vernonia leandrii  Humbert
- Vernonia ledermannii  Mattf.
- Vernonia ledocteana  P.A.Duvign. & Van Bockstal
- Vernonia lemurica  Humbert
- Vernonia leonensis  Cabrera
- Vernonia leptanthus  Klatt
- Vernonia letlensis  J.Kost.
- Vernonia lettermannii  Engelm. ex A.Gray
- Vernonia limosa  O.Hoffm.
- Vernonia lindheimeri  A.Gray & Engelm.
- Vernonia lisowskii  Kalanda
- Vernonia loandensis  S.Moore
- Vernonia longibracteata  S.Ortiz & Rodr.Oubiña
- Vernonia lualabaensis  De Wild.
- Vernonia luhomeroensis  vQ.Luke & Beentje
- Vernonia lundiensis  (Hutch.) Wild & G.V.Pope
- Vernonia luxuriosa  J.Kost.
- Vernonia lycioides  Wild

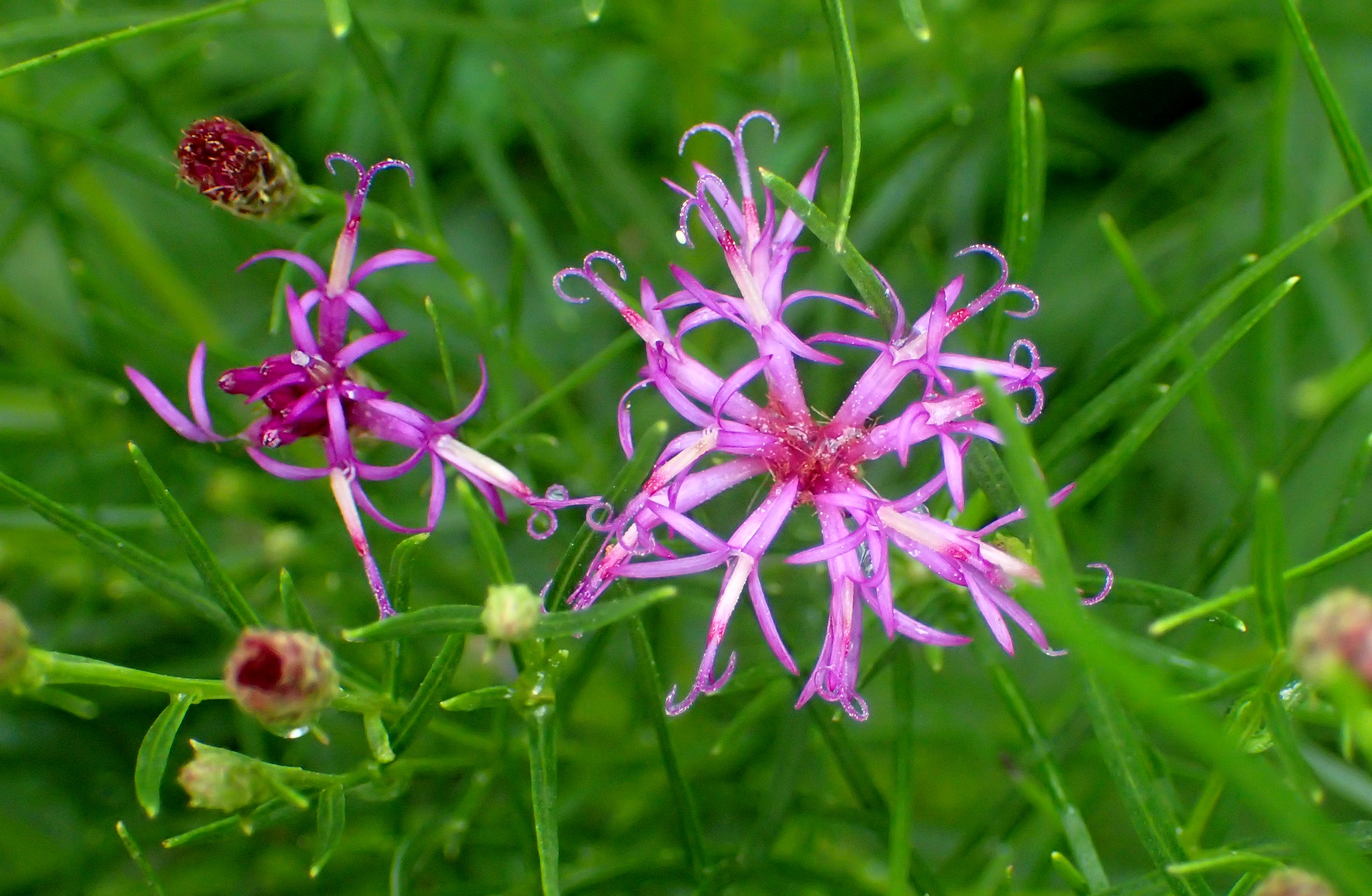
Vernonia lettermanii
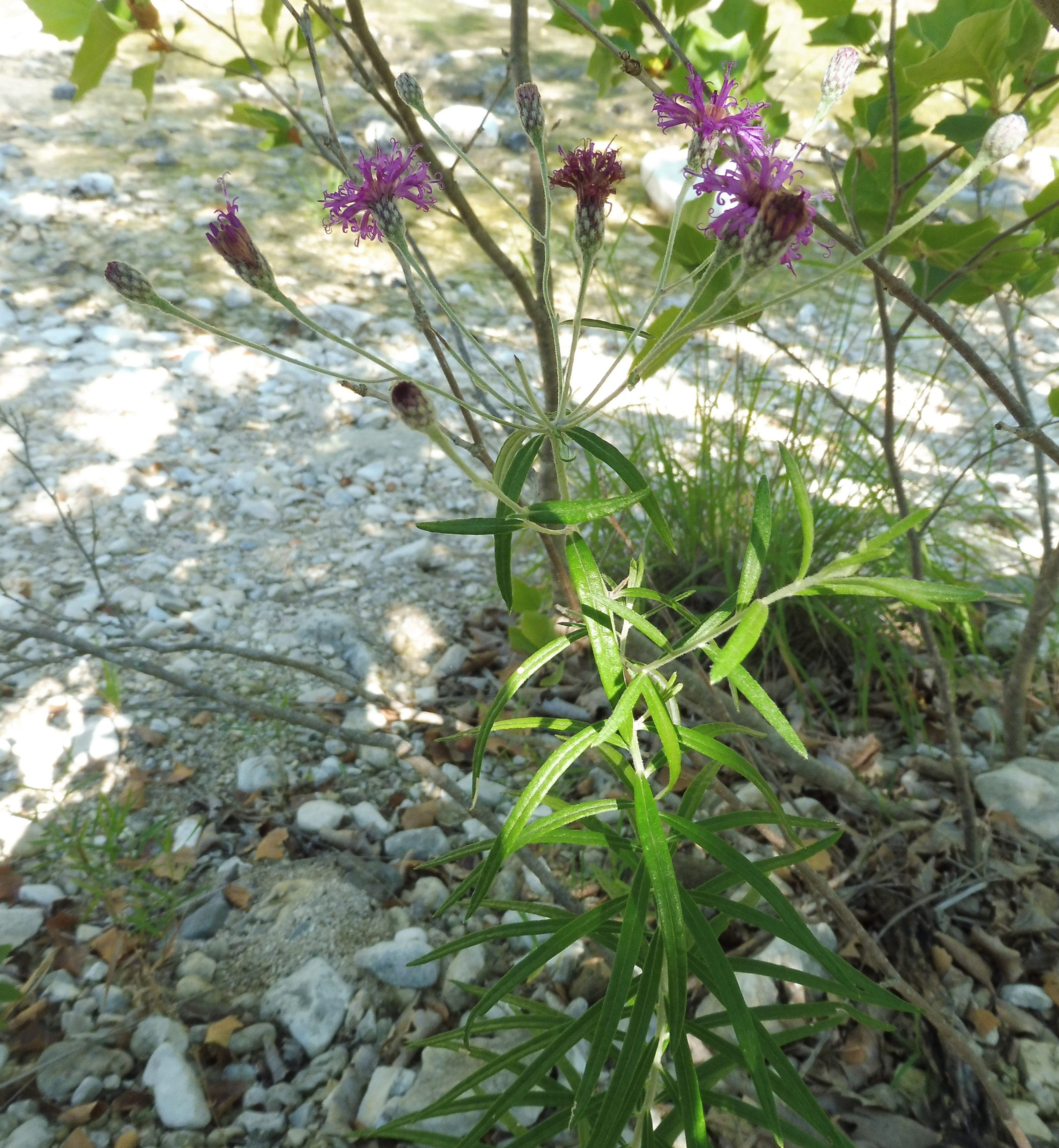
Vernonia lindheimeris

## M
- Vernonia macrachaenia  Gagnep.
- Vernonia madefacta  Wild
- Vernonia mandrarensis  Humbert
- Vernonia manongarivensis  Humbert
- Vernonia marginata  (Torr.) Raf.
- Vernonia marojejyensis  Humbert
- Vernonia mastersii  Wall. ex Kanjilal, P.C.Kanjilal & Das
- Vernonia mazzocchii-alemannii  Chiov.
- Vernonia mbalensis  G.V.Pope
- Vernonia mecistophylla  Baker
- Vernonia meeboldii  W.W.Sm.
- Vernonia melanocoma  C.Jeffrey
- Vernonia mesogramme  O.Hoffm.
- Vernonia miamensis  S.Moore
- Vernonia mikumiensis  C.Jeffrey
- Vernonia milanjiana  S.Moore
- Vernonia mildbraedii  Muschl.
- Vernonia mindanaensis  Merr.
- Vernonia miombicola  Wild
- Vernonia miombicoloides  C.Jeffrey
- Vernonia missurica  Raf.
- Vernonia mogadoxensis  Chiov.
- Vernonia moluccensis  Miq.
- Vernonia monantha  Humbert
- Vernonia moritziana  Sch.Bip.
- Vernonia mossambicensis  Buscal. & Muschl.
- Vernonia muelleri  Wild
- Vernonia mumpullensis  Hiern
- Vernonia mushituensis  Wild
- Vernonia mutimushii  Wild

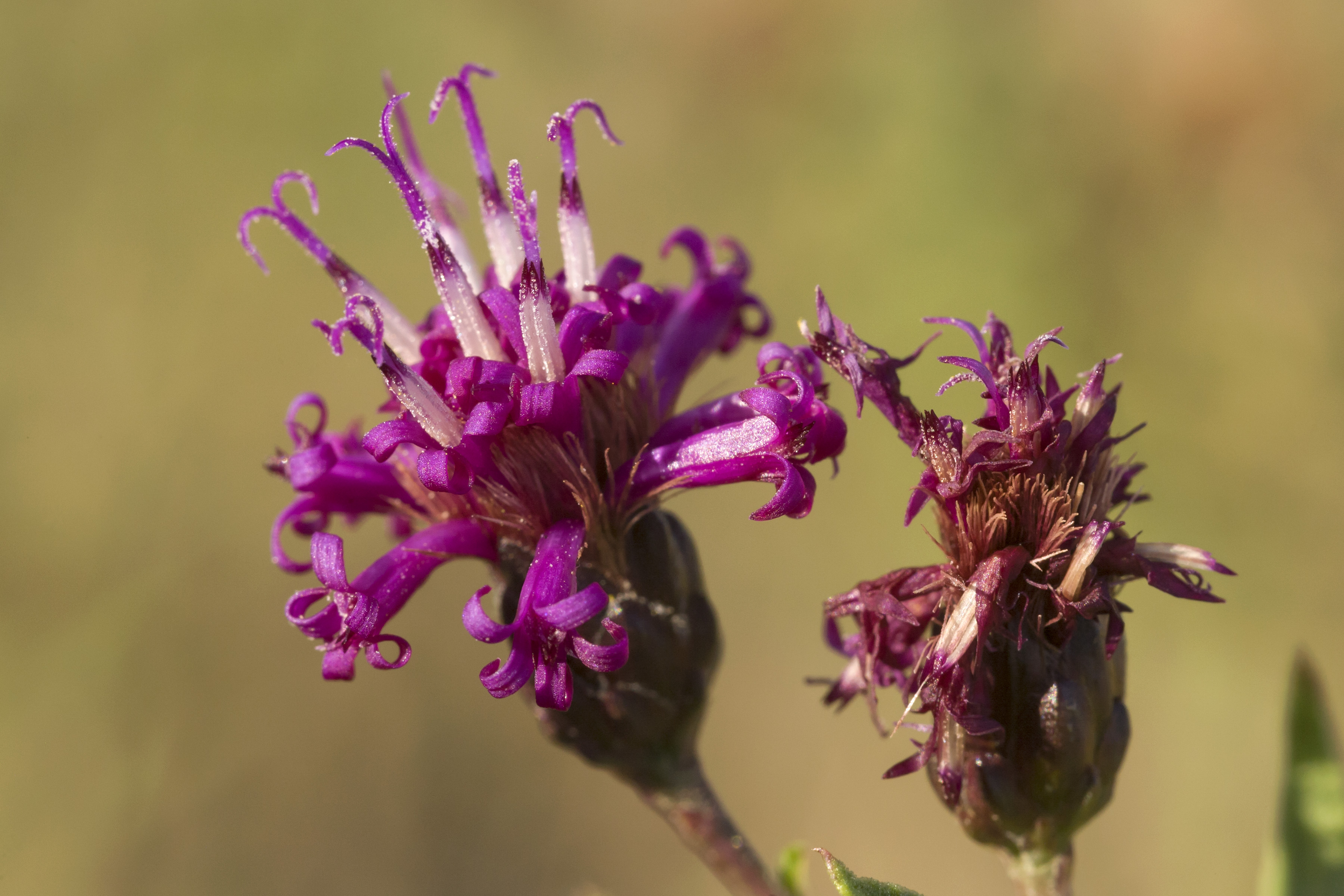
Vernonia marginata
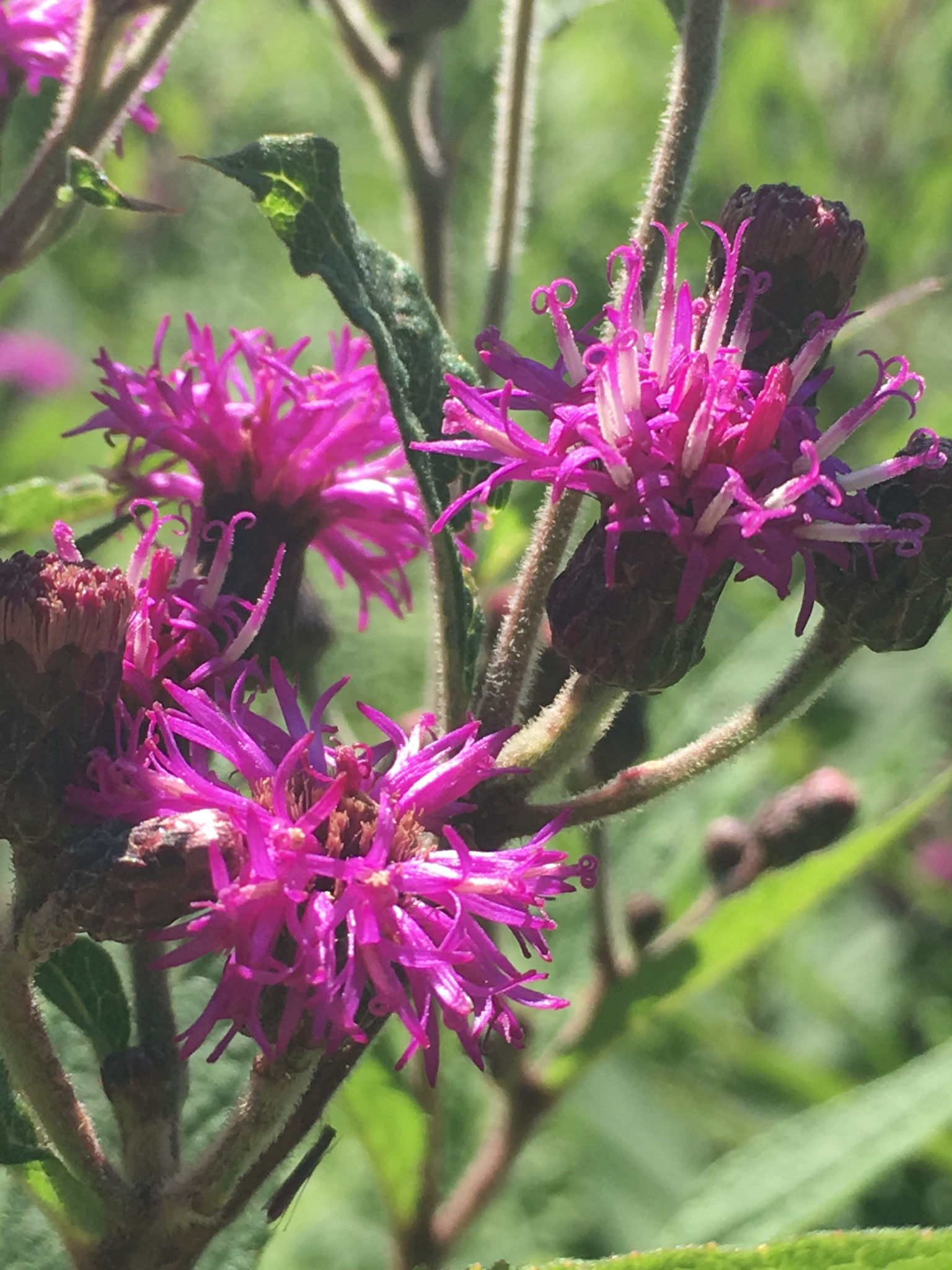
Vernonia missurica

## N
- Vernonia najas  Wild
- Vernonia napus  O.Hoffm.
- Vernonia neocoursiana  Humbert
- Vernonia neoperrieriana  Humbert
- Vernonia nepetifolia  Wild
- Vernonia neumanniana  O.Hoffm.
- Vernonia newbouldii  Beentje & Mesfin
- Vernonia noveboracensis  (L.) Michx.
- Vernonia nuxioides  O.Hoffm. & Muschl.

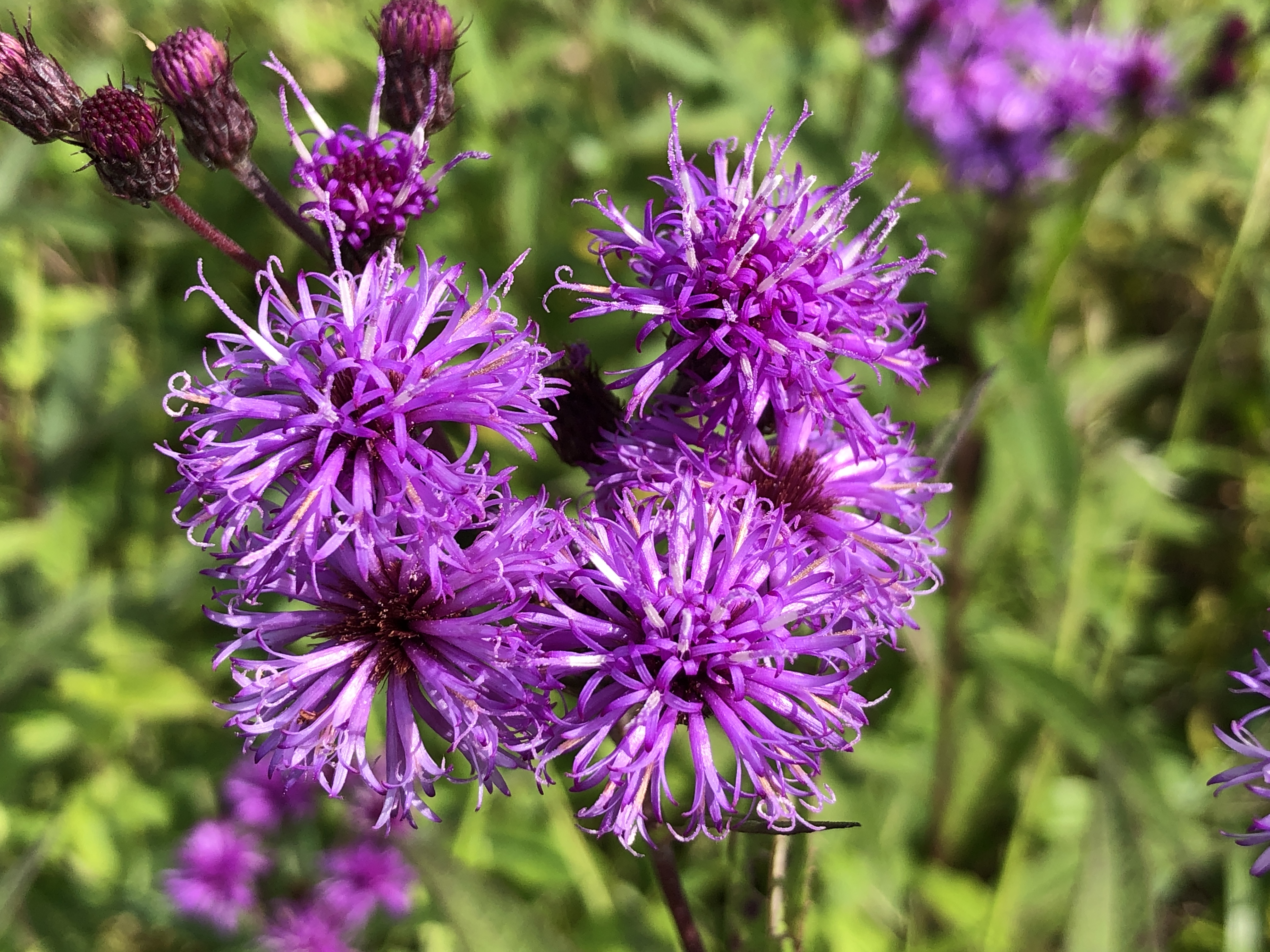
Vernonia noveboracensis

## O
- Vernonia occulta  Redonda-Mart. & Mora-Jarvio
- Vernonia ochyrae  Lisowski
- Vernonia orchidorrhiza  Welw. ex Hiern
- Vernonia orgyalis  S.Moore
- Vernonia ornata  S.Moore
- Vernonia otophora  Mattf.

## P
- Vernonia pachyclada  Baker
- Vernonia pandurata  Link
- Vernonia papillosissima  Chiov.
- Vernonia papuana  Lauterb.
- Vernonia parapetersii  C.Jeffrey
- Vernonia parryae  C.E.C.Fisch.
- Vernonia patentissima  J.Kost.
- Vernonia pellegrinii  Humbert ex Basse
- Vernonia perrottetii  Sch.Bip. ex Walp.
- Vernonia phanerophlebia  Merr.
- Vernonia phillipsiae  S.Moore
- Vernonia phlomoides  Muschl.
- Vernonia pierrei  Gagnep.
- Vernonia pinarensis  Kitan.
- Vernonia platylepis  Drake
- Vernonia plumbaginifolia  Fenzl
- Vernonia poggeana  O.Hoffm.
- Vernonia polyantha  Warb.
- Vernonia popeana  C.Jeffrey
- Vernonia potamophila  Baker
- Vernonia praticola  S.Moore
- Vernonia prolifera  Decne.
- Vernonia pseudoappendiculata  Humbert
- Vernonia pseudojugalis  Muschl.
- Vernonia pulchella  Small
- Vernonia pulgarensis  Elmer
- Vernonia pygmaea  O.Hoffm.

## Q
- Vernonia quangensis   O.Hoffm.

## R
- Vernonia raui  Uniyal
- Vernonia recurvata  G.M.Barroso
- Vernonia reinwardtiana  de Vriese & Miq. ex Miq.
- Vernonia retifolia  S.Moore
- Vernonia revoluta  Buch.-Ham.
- Vernonia rhodanthoidea  Muschl.
- Vernonia rhodesiana  S.Moore
- Vernonia rhodophylla  O.Hoffm.
- Vernonia robecchiana  Muschl.
- Vernonia robinsonii  Wild
- Vernonia roseoviolacea  De Wild.
- Vernonia rubens  Wild
- Vernonia rufuensis  Muschl.
- Vernonia rupicola  Ridl.
- Vernonia ruvungatundu  C.Jeffrey
- Vernonia ruwenzoriensis  S.Moore

## S
- Vernonia sabulosa  Beentje & Mesfin
- Vernonia saigonensis  Gagnep.
- Vernonia sakalava  Humbert
- Vernonia sambiranensis  (Humbert) Humbert
- Vernonia sangka  Kerr
- Vernonia sapinii  De Wild.
- Vernonia scaettae  Humbert & Staner
- Vernonia schlechteri  O.Hoffm.
- Vernonia schliebenii  Mattf.
- Vernonia schubotziana  Muschl.
- Vernonia schweinfurthii  Oliv. & Hiern
- Vernonia sclerophylla  O.Hoffm.
- Vernonia scoparia  O.Hoffm.
- Vernonia sechellensis  Baker
- Vernonia sengana  S.Moore
- Vernonia sericolepis  O.Hoffm.
- Vernonia seyrigii  Humbert
- Vernonia shabaensis  Kalanda
- Vernonia sidamensis  O.Hoffm.
- Vernonia solweziensis  Wild
- Vernonia spathulata  Hochst. ex Sch.Bip.
- Vernonia speiracephala  Baker
- Vernonia spenceriana  Muschl.
- Vernonia sphacelata  Klatt
- Vernonia stuhlmannii  O.Hoffm.
- Vernonia subacaulis  Gagnep.
- Vernonia subdentata  J.Kost.
- Vernonia subplumosa  O.Hoffm.
- Vernonia subscandens  R.E.Fr.
- Vernonia subsimplex  Miq.
- Vernonia subtilis  J.Kost.
- Vernonia sumbavensis  J.Kost.
- Vernonia suprafastigiata  Klatt
- Vernonia sylvicola  G.V.Pope
- Vernonia syringifolia  O.Hoffm.

## T
- Vernonia tanalensis  Baker
- Vernonia tanganyikensis  R.E.Fr.
- Vernonia temnolepis  O.Hoffm.
- Vernonia tengwallii  J.Kost.
- Vernonia teucrioides  Welw. ex O.Hoffm.
- Vernonia teusczii  Klatt
- Vernonia tewoldei  Mesfin
- Vernonia texana  (A.Gray) Small
- Vernonia thomsonii  Hook.f.
- Vernonia thulinii  Mesfin
- Vernonia timorensis  J.Kost.
- Vernonia timpermaniana  Kalanda
- Vernonia tinctosetosa  C.Jeffrey
- Vernonia trachyphylla  Muschl.
- Vernonia tricholoba  C.Jeffrey
- Vernonia tropophila  Humbert
- Vernonia tuberifera  R.E.Fr.

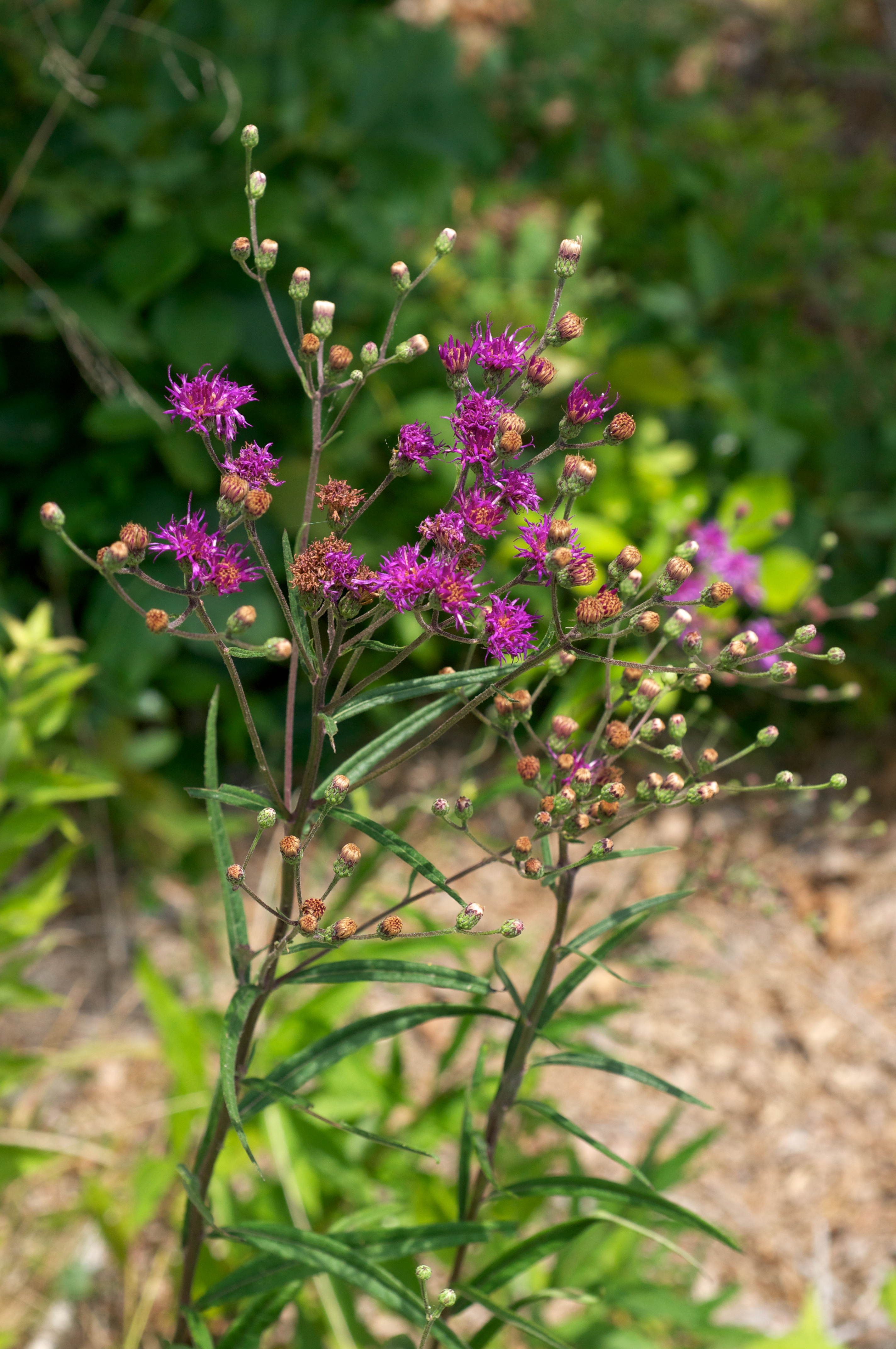
Vernonia texana

## U
- Vernonia unicata  C.Jeffrey
- Vernonia upembaensis  Kalanda

## V
- Vernonia vaginata  O.Hoffm.
- Vernonia vallicola  S.Moore
- Vernonia verdickii  O.Hoffm. & Muschl.
- Vernonia verrucosa  Klatt
- Vernonia vietnamensis  Bien
- Vernonia violacea  Oliv. & Hiern
- Vernonia violaceopapposa  De Wild.
- Vernonia vohemarensis  Humbert
- Vernonia vollesenii  C.Jeffrey
- Vernonia vulturina  Shinners

## W
- Vernonia wakefieldii  Oliv.
- Vernonia walshae  J.Kost.
- Vernonia welwitschii  O.Hoffm.
- Vernonia wetarensis  J.Kost.

## Y
- Vernonia yabelloana  Mesfin

## Z
- Vernonia zambiana  G.V.Pope
- Vernonia zernyi  Gilli